# 歐洲–南美洲球會挑戰賽
歐洲–南美洲球會挑戰賽（UEFA–CONMEBOL Club Challenge）是一項國際足球賽事，由南美洲足球協會和歐洲足球協會聯盟聯合主辦。賽事由南美洲和歐洲的第二級別球會賽事––歐霸盃和南美球會盃冠軍球隊對賽，以一場過形式進行，相當於以前的歐美超級盃。賽事在2023年創立，是作為南美洲足協和歐洲足協重新建立合作夥伴關係的一部分。

## 歷史

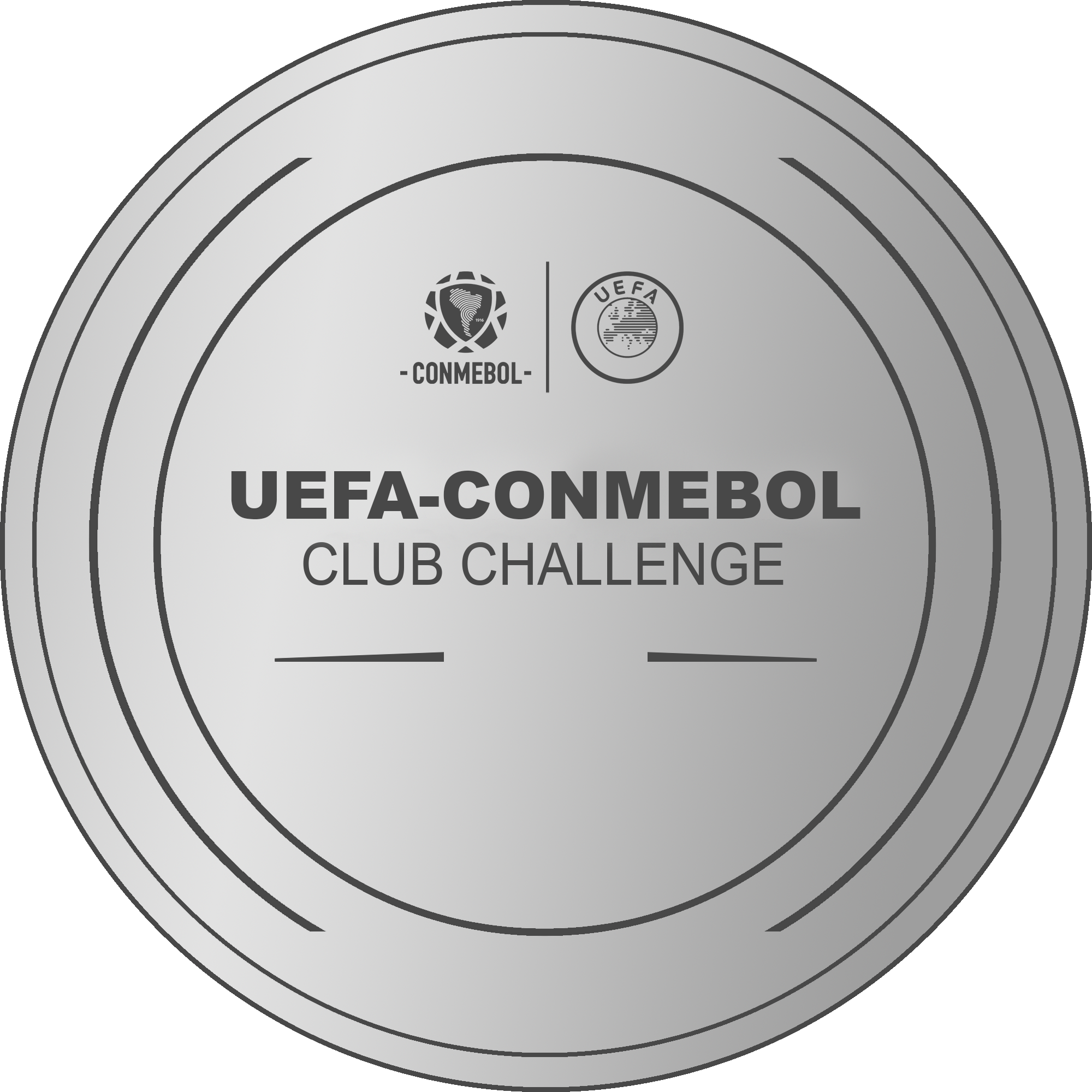
賽事獎盃

2020年2月12日，歐洲足協和南美足協簽署了一份新的諒解備忘錄，意在加強兩大組織之間的合作。作為協議的一部分，歐洲足協和南美洲足協聯合委員會研究舉辦歐洲–南美洲際比賽的可能性，當中包括男子、女子和不同年齡層賽事。 2021年12月15日，歐洲足協和南美洲足協再次簽署了一份續簽的諒解備忘錄，有效期至2028年，其中包括在倫敦開設聯合辦事處以及可能組織各種足球賽事的具體條款。

## 歐美超級盃 (前身)
在歐美超級盃名義下，賽事曾經在2015年和2016年舉行兩屆賽事，但兩場賽事都被視為友誼賽性質。 這兩場賽事詳情如下：

### 2015
於2015年歐美超級盃中：由2014年南美球會盃冠軍河床，對陣2013–14年歐霸盃冠軍西維爾。
| 河床       | 1–0  | 西維爾 |
| ---------- | ---- | ------ |
| Kaprof 83' | 報告 |        |

### 2016
於2016年歐美超級盃中：由2015年南美球會盃冠軍聖達菲，對陣2014–15年歐霸盃冠軍西維爾。
| 西維爾                          | 2–1  | 聖達菲   |
| ------------------------------- | ---- | -------- |
| - Konoplyanka 20' - Gameiro 21' | 報告 | Moya 61' |

## 歷屆賽事
| 年份 | 冠軍   | 比數        | 亞軍         | 比賽場館               | 所在地         | 觀眾人數 |
| ---- | ------ | ----------- | ------------ | ---------------------- | -------------- | -------- |
| 2023 | 西維爾 | 1–1 (4–1 p) | 迪華利獨立隊 | 拉蒙·山齊士·比斯桑球場 | 西班牙，西維爾 | 19,407   |

### 洲份成績
| 洲份             | 冠軍 | 亞軍 |
| ---------------- | ---- | ---- |
| 南美洲足球協會   | 0    | 1    |
| 歐洲足球協會聯盟 | 1    | 0    |

## 外部連結
- 官方网站